# Crispinus van Stappen
Crispinus van Stappen (* um 1465 in Flandern; † 10. März 1532 in Cambrai) war ein franko-flämischer Komponist, Sänger und Kapellmeister der Renaissance.

## Leben und Wirken
Über die frühen Jahre von Crispinus van Stappen sind keine Informationen überliefert. Die frühesten Belege über ihn stammen aus Brüssel, wo er vom 30. September 1485 bis 25. März 1487 an der Kirche St. Niklaas als cotidiane gewirkt hat; dies ist ein Sänger, der an Gemeindekirchen für die täglichen Gottesdienste angestellt war. Vom September 1486 bis März 1487 war er außerdem an der gleichen Kirche der Lehrer der Chorknaben. Sein Anstellungsvertrag hatte eigentlich eine Laufzeit von sechs Jahren. Dennoch verließ er diese Position vorzeitig und wechselte im Jahr 1488 als Sänger an die Chapelle royale des französischen Königs in Paris für etwa vier Jahre. Diese Tätigkeit verließ er am 18. August 1492 und trat am 7. Oktober des gleichen Jahres eine Stellung als Kapellmeister am Dom zu Padua an; diese Tätigkeit war für fünf Jahre vorgesehen. Doch schon drei Monate später verließ er diese Stellung wieder und schloss sich der päpstlichen Kapelle in Rom an, der er 14 Jahre lang bis 1507 angehörte. Während dieser Zeit gab es 1498/99 eine Unterbrechung von sechs Monaten, in denen er nochmals in Padua tätig war. Er erwarb am 23. August 1504 den Status eines Kanonikers ohne Anwesenheitspflicht in Cambrai und wurde gegen Ende seiner römischen Tätigkeit (1506/07) Mitglied der Marienbruderschaft von St. Jan in ’s-Hertogenbosch.
Van Stappen kehrte im Juli 1509 nach Nordfrankreich zurück und blieb prinzipiell bis an sein Lebensende an der Kathedrale von Cambrai. Ausgenommen davon waren kleinere Reisen nach Italien und eine kurze Anstellung als Kapellmeister an Santa Casa in Loreto 1524/25. In Cambrai war er für wichtige Aufgaben zuständig, so für die Rekrutierung neuer Sänger für die dortige Kathedrale und auch für die päpstliche Kapelle; entsprechende Reisen sind für die Jahre 1523, 1526 und 1529 dokumentiert (Craigh Wright 1976). Es gehörte auch zu seinen Obliegenheiten, die Tätigkeit des magister puerorum Johannes Lupi (II) zu überwachen. Gegen Ende seines Lebens wird van Stappens besondere Marienverehrung in seinen Beziehungen zu Loreto sichtbar, aber auch in seiner Stiftung zur Erneuerung des Altars in der St.-Annen-Kapelle der Kathedrale von Cambrai im Jahr 1526.

## Bedeutung
In der Biografie von Crispinus van Stappen wird die enge Verbindung zwischen dem Kapitel in Cambrai und dem Vatikan unter den Päpsten Hadrian VI. (Amtszeit 1522–1523) und Clemens VII. (Amtszeit 1523–1534) deutlich. Darüber hinaus zeigt sie beispielhaft die musikalische Führungsrolle der Kathedrale von Cambrai, die nach dem Tod von Guillaume Dufay (1474) noch lange angedauert hat. In der Dichtung Monte Parnaso von Philippo Oriolo da Bassano (um 1469 – nach 1522), verfasst zwischen 1519 und 1522, wird Crispinus van Stappen im Canto XXI unter den hervorragenden Komponisten aufgezählt. Alle Quellen der überlieferten Werke des Komponisten stammen aus Italien, wobei seine Motetten zwischen 1503 und 1508 in den Sammlungen des venezianischen Musikherausgebers Ottaviano dei Petrucci erschienen sind. Seine insgesamt meist kurzen Werke erfüllen die Gattungsnormen seiner Zeit und zeigen eine große stilistische Vielfalt. Diese reicht von dem schlichten und homophonen Hymnus „Ave verum“ bis zu der anspruchsvollen polyphonen Chanson „Gentil galans“, welches auf den Krieg von König Karl XII. (Regierungszeit 1483–1498) gegen die aufständischen Bretonen im Jahr 1488 Bezug nimmt. Die Musikforscher Barbara Haggh und Stanley Boorman haben im Jahr 2001 die überlieferten Werke von Crispinus van Stappen aus stilistischen Gründen auf die Jahre 1485 bis 1495 datiert. Die später entstandenen Werke des Komponisten sind wahrscheinlich dem Totalverlust der Quellen in Cambrai während der Französischen Revolution 1789 zum Opfer gefallen.

## Werke
- Geistliche Werke
  - Motette „Ave Maria“ zu vier Stimmen
  - Hymnus „Ave verum corpus“ zu drei Stimmen
  - Motette „Beati pacifici“ / „De tous biens plaine“ zu vier Stimmen
  - Motette „Exaudi nos filia“ zu fünf Stimmen
  - Motette „Non lotis manibus“ zu vier Stimmen
  - Motette „Virtutum expulsus“ zu vier Stimmen
- Weltliche Werke
  - Chanson „Gentil galans“ zu vier Stimmen (teilweise Johannes Prioris zugeschrieben)
  - Frottola „Vale, vale de Padoa“ zu drei Stimmen